# WTA Finals 2023 – ženská dvouhra
Ženská dvouhra WTA Finals 2023 probíhala na přelomu října a listopadu 2023, jakožto závěrečný turnaj ženské profesionální sezóny. Do singlové soutěže Turnaje mistryň, premiérově hrané v mexickém Cancúnu, nastoupilo osm nejvýše postavených hráček na žebříčku Race to the WTA Finals, počítaného od začátku kalendářní sezóny. Francouzská obhájkyně titulu, světová dvacítka Caroline Garciaová, se na turnaj nekvalifikovala.
Rozlosování singlové soutěže proběhlo 28. října 2023. Skupiny byly pojmenovány po mexických městech Bacalar a Chetumal ve státě Quintana Roo na Yucatánu, kde se turnaj odehrává.
Účast z předcházejícího ročníku obhájily světová jednička Aryna Sabalenková, Polka Iga Świąteková, Američanky Coco Gauffová s Jessicou Pegulaovou, Tunisanka Ons Džabúrová i Řekyně Maria Sakkariová, která nahradila pro zraněné zápěstí odhlášenou Karolínu Muchovou. Dvěma debutantkami se staly wimbledonské šampionky Jelena Rybakinová z Kazachstánu a Markéta Vondroušová z Česka. Jako nejstarší účastnice do dvouhry zasáhla 29letá Pegulaová a nejmladší hráčkou je opět 19letá Gauffová. Roli náhradnice plnila česká hráčka Barbora Krejčíková. Druhá náhradnice, Američanka Madison Keysová, do Cancúnu nepřicestovala. Gauffová s Pegulaovou nastoupily stejně jako v roce 2022 i do čtyřhry.
První titul na Turnaji mistryň vybojovala 22letá Iga Świąteková, která se po Radwańské stala druhou polskou šampionkou turnaje a ve 22 letech nejmladší od Kvitové v roce 2011. Soutěží prošla bez ztráty setu a jen 20 prohraných gamů bylo nejméně od zavedení skupinového formátu v roce 2003. 

## První titul pro Igu Świątekovou
Vítězkou se stala polská světová dvojka Iga Świąteková, jež ve finále deklasovala americkou pátou hráčku žebříčku Jessicu Pegulaovou za 59 minut poměrem 6–1 a 6–0. Pětkrát v něm prolomila soupeřce podání a odvrátila jediný brejkbol, jemuž čelila. Finále bylo kvůli dešti o den odloženo. Jednalo se o nejdominantnější finálovou výhru v historii Turnaje mistryň, která překonala vítězství Clijstersové 6–2 a 6–0 ze souboje o titul v roce 2003. Proti Američance Polka zvýraznila aktivní bilanci vzájemných duelů na 6–3. Pegulaová přitom byla jednou ze dvou hráček okruhu, která v roce 2023 Świątekovou dvakrát porazila, a to na United Cupu a Canadian Open. V probíhající sezóně si Świąteková připsala šesté turnajové vítězství, které představovalo sedmnáctý singlový titul na okruhu WTA Tour z jedenadvacátého kariérního finále. Po triumfu Agnieszky Radwańské v roce 2015 se stala druhou šampionkou Turnaje mistryň a ve 22 letech nejmladší od výhry 21leté Petry Kvitové v roce 2011.
Poprvé od roku 1988 neztratily obě finalistky na cestě do finále žádný set. Świąteková prohrála v soutěži jen 20 gamů, čímž překonala rekord nejmenšího počtu 32 ztracených her Sereny Williamsové z roku  2012, a to v rámci skupinového formátu zavedeného v sezóně 2003. Naposledy předtím prošla dvouhrou bez prohraného zápasu Elina Svitolinová v roce 2018 a bez ztraceného setu Serena Williamsová roku 2012. Pegulaová ztratila na cestě do finále 22 her, řadící Američanku na třetí místo za 19 prohraných gamů Świątekové v probíhajícím ročníku a 25 her Sereny Williamsové z roku 2012.
Trofejí ze závěrečné události sezóny vyhrála Świąteková v roce 2023 tituly ve všech kategoriích, což se naposledy podařilo Sereně Williamsové v sezóně 2014. Polka zvítězila ve Varšavě (WTA 250), v Dauhá a Stuttgartu (WTA 500), Pekingu (WTA 1000), na Roland Garros (Grand Slam) i závěrečném WTA Finals.
Świąteková vstoupila do turnaje jako soupeřka Aryny Sabalenkové o post konečné světové jedničky na žebříčku WTA. Až zisk titulu jí zajistil návrat do čela žebříčku WTA, které opustila po zářijovém US Open 2023. Ve zbytku sezóny však vyhrála 12 z 13 utkání, z toho jedenáct za sebou znamenající trofeje na China Open a Turnaji mistryň. Stala se tak šestou nejmladší jedničkou, která zakončila sezónu na 1. místě dvakrát za sebou, a to po mladších předchůdkyních Evertové (1976), Steffi Grafové (1988 a 1989), Selešové (1992), Hingisové (2000) a Wozniacké (2011).
Devětadvacetiletá Pegulaová se stala první hráčkou od zavedení žebříčku WTA v roce 1975, která se na jediném turnaji utkala s prvními čtyřmi ženami světové klasifikace. Tři z nich porazila, vyjma světové dvojky Świątekové. V semifinále hladce přehrála deblovou spoluhráčku Gauffovou. Dvě Američanky se v semifinálovém zápase naposledy střetly v roce 2002.

## Nasazení hráček
1. [p 1]Aryna Sabalenková (semifinále, 625 bodů, 648 000 USD)
2. Iga Świąteková (vítězka, 1 500 bodů, 3 024 000 USD)
3. Coco Gauffová (semifinále, 625 bodů, 648 000 USD)
4. Jelena Rybakinová (základní skupina, 500 bodů, 396 000 USD)
5. Jessica Pegulaová (finále, 1 080 bodů, 1 548 000 USD)
6. Ons Džabúrová (základní skupina, 500 bodů, 396 000 USD)
7. Markéta Vondroušová (základní skupina, 375 bodů, 198 000 USD)
8. Maria Sakkariová (základní skupina, 375 bodů, 198 000 USD)

## Náhradnice
1. Barbora Krejčíková (nenastoupila, 0 bodů)

## Soutěž
| Legenda                                                       |                                                                        |                                                   |
| - Q – kvalifikant - WC – divoká karta - LL – šťastný poražený | - Alt – náhradník - SE – zvláštní výjimka - PR/SR – žebříčková ochrana | - w/o – bez boje - r – skreč - d – diskvalifikace |

### Finálová fáze
|  | Semifinále | Semifinále        | Semifinále     | Semifinále | Semifinále |                   |                   | Finále | Finále | Finále | Finále | Finále |
|  |            |                   |                |            |            |                   |                   |        |        |        |        |        |
|  | 5          | Jessica Pegulaová | 6              | 6          |            |                   |                   |        |        |        |        |        |
|  | 3          | Coco Gauffová     | 2              | 1          |            |                   |                   |        |        |        |        |        |
|  | 3          | Coco Gauffová     | 2              | 1          |            | 5                 | Jessica Pegulaová | 1      | 0      |        |        |        |
|  |            |                   |                |            |            | 5                 | Jessica Pegulaová | 1      | 0      |        |        |        |
|  |            | 2                 | Iga Świąteková | 6          | 6          |                   |                   |        |        |        |        |        |
|  | 1          | 2                 | Iga Świąteková | 6          | 6          | Aryna Sabalenková | 3                 | 2      |        |        |        |        |
|  | 1          |                   |                |            |            | Aryna Sabalenková | 3                 | 2      |        |        |        |        |
|  | 2          | Iga Świąteková    | 6              | 6          |            |                   |                   |        |        |        |        |        |

### Bacalarská skupina
|   |                   | Sabalenková   | Rybakinová              | Pegulaová | Sakkariová              | Zápasy | Sety        | Hry          | Pořadí |
| 1 | Aryna Sabalenková |               | 6–2, 3–6, 6–3           | 4–6, 3–6  | 6–0, 6–1                | 2–1    | 4–3 (57 %)  | 34–24 (59 %) | 2.     |
| 4 | Jelena Rybakinová | 2–6, 6–3, 3–6 |                         | 5–7, 2–6  | 6–0, 6–7(4–7), 7–6(7–2) | 1–2    | 3–5 (38 %)  | 37–41 (47 %) | 3.     |
| 5 | Jessica Pegulaová | 6–4, 6–3      | 7–5, 6–2                |           | 6–3, 6–2                | 3–0    | 6–0 (100 %) | 37–19 (66 %) | 1.     |
| 8 | Maria Sakkariová  | 0–6, 1–6      | 0–6, 7–6(7–4), 6–7(2–7) | 3–6, 2–6  |                         | 0–3    | 1–6 (14 %)  | 19–43 (31 %) | 4.     |

### Chetumalská skupina
|   |                     | Świąteková    | Gauffová           | Džabúrová | Vondroušová        | Zápasy | Sety        | Hry          | Pořadí |
| 2 | Iga Świąteková      |               | 6–0, 7–5           | 6–1, 6–2  | 7–6(7–3), 6–0      | 3–0    | 6–0 (100 %) | 38–14 (77 %) | 1.     |
| 3 | Coco Gauffová       | 0–6, 5–7      |                    | 6–0, 6–1  | 5–7, 7–6(7–4), 6–3 | 2–1    | 4–3 (57 %)  | 35–30 (54 %) | 2.     |
| 6 | Ons Džabúrová       | 1–6, 2–6      | 0–6, 1–6           |           | 6–4, 6–3           | 1–2    | 2–4 (33 %)  | 16–31 (34 %) | 3.     |
| 7 | Markéta Vondroušová | 6–7(3–7), 0–6 | 7–5, 6–7(4–7), 3–6 | 4–6, 3–6  |                    | 0–3    | 1–6 (14 %)  | 29–43 (40 %) | 4.     |